# Капітоновський сільський округ
Капіто́новський сільський округ (каз. Капитоновка ауылдық округі, рос. Капитоновский сельский округ) — адміністративна одиниця у складі Буландинського району Акмолинської області Казахстану. Адміністративний центр — село Капітоновка.
Населення — 912 осіб (2021; 1227 у 2009, 1760 у 1999, 2599 у 1989).
Село Караагаш було ліквідовано 2001 року.
Станом на 1989 рік існувала Капітоновська сільська рада (села Єркендик, Капітоновка, Пушкіно).

## Склад
До складу округу входять такі населені пункти:
| Населений пункт            | Колишні назви | Населення, осіб (1989) | Населення, осіб (1999) | Населення, осіб (2009) | Населення, осіб (2021) |
| -------------------------- | ------------- | ---------------------- | ---------------------- | ---------------------- | ---------------------- |
| імені Балуана Шолака, село | Єркендик      | 193                    | 139                    | 67                     | 29                     |
| Капітоновка, село          | -             | 1807                   | 1262                   | 983                    | 819                    |
| Караагаш, село             | -             | -                      | 2                      | -                      | -                      |
| Пушкіно, село              | -             | 599                    | 357                    | 177                    | 64                     |